# Radio 2 Verjaardagsfeest Top 100
Radio 2 Verjaardagsfeest Top 100 is een radioprogramma van de gezamenlijke publieke omroepen dat voor de eerste keer werd uitgezonden op 30 mei 2014. De weken voorafgaand aan die datum werd jarigen verzocht in te bellen als ze mee wilden naar een feest dat te hunner gelegenheid werd georganiseerd op diezelfde datum. Het programma werd uitgezonden op Radio 2 tussen 12.00 en 18.00 en kwam in de plaats van de normale programmering. Gijs Staverman, Jan-Willem Roodbeen, Bert Kranenbarg en Bert Haandrikman namen de presentatie op zich. De top 100 bestond uit feestnummers. Frank Boeijens Verjaardagsfeest ontbreekt dus. Het is voor de rest onbekend hoe de lijst werd samengesteld.
De lijst is: 
| volgnummer | Artiest                             | Titel                            |
| ---------- | ----------------------------------- | -------------------------------- |
| 1          | Pharrell Williams                   | Happy                            |
| 2          | Black Eyed Peas                     | I gotta feeling                  |
| 3          | Prince                              | 1999                             |
| 4          | ABBA                                | Dancing Queen                    |
| 5          | Dan Hartman                         | Relight my fire                  |
| 6          | Daft Punk                           | Get lucky                        |
| 7          | Marco Borsato                       | Dromen zijn bedrog               |
| 8          | Rick Astley                         | Never gonna give you up          |
| 9          | Kool & The Gang                     | Celebration                      |
| 10         | Simple Minds                        | Don’t you (forget about me)      |
| 11         | Robin Thicke/T.I./Pharrell Williams | Blurred lines                    |
| 12         | Gloria Gaynor                       | I will survive                   |
| 13         | Aretha Franklin                     | Think                            |
| 14         | Michael Jackson                     | Beat it                          |
| 15         | Guus Meeuwis & Vagant               | Het is een nacht... (Levensecht) |
| 16         | Chic                                | Le Freak                         |
| 17         | Avicii                              | Wake me up                       |
| 18         | Blues Brothers                      | Everybody needs somebody to love |
| 19         | Michael Bublé                       | It’s a beautiful day             |
| 20         | Coldplay                            | Viva la vida                     |
| 21         | Earth, Wind & Fire                  | Boogie wonderland                |
| 22         | Katrina & The Waves                 | Walking on sunshine              |
| 23         | Incognito & Jocelyn Brown           | Always there                     |
| 24         | Maroon 5 & Christina Aguilera       | Moves like Jagger                |
| 25         | Cyndi Lauper                        | Girls just want to have fun      |
| 26         | Meatloaf                            | Paradise by the dashboard light  |
| 27         | MC Miker G & DJ Sven                | Holiday Rap                      |
| 28         | Queen                               | I want to break free             |
| 29         | Rowwen Hèze                         | Bestel mar                       |
| 30         | Michel Teló                         | Ai se eu te pego!                |
| 31         | Village People                      | YMCA                             |
| 32         | Ike & Tina Turner                   | Nutbush city limits              |
| 33         | Train                               | Hey, soul sister                 |
| 34         | Bryan Adams                         | Summer of ‘69                    |
| 35         | Bee Gees                            | Stayin’ alive                    |
| 36         | Bill Medley & Jennifer Warnes       | I’ve had the time of my life     |
| 37         | David Bowie                         | Let’s dance                      |
| 38         | Madonna                             | Into the groove                  |
| 39         | Simply Red                          | Fairground                       |
| 40         | 2 Unlimited                         | No Limit                         |
| 41         | Bon Jovi                            | It’s my life                     |
| 42         | Whitney Houston                     | I wanna dance with somebody      |
| 43         | Rick James                          | Super Freak                      |
| 44         | Avicii                              | Hey Brother                      |
| 45         | Marco Borsato                       | Rood                             |
| 46         | Bruce Springsteen                   | Dancing in the dark              |
| 47         | Wham!                               | Wake me up before you gogo       |
| 48         | Mika                                | Relax, take it easy              |
| 49         | Guus Meeuwis                        | Tranen gelachen                  |
| 50         | Labelle                             | Lady Marmalade                   |
| 51         | David Bowie en Mick Jagger          | Dancing in the street            |
| 52         | Los del Río                         | Macarena                         |
| 53         | Tavares                             | Heaven must be missing an angel  |
| 54         | The Mavericks                       | Dance the night away             |
| 55         | Michael Jackson                     | Don’t stop ‘til you get enough   |
| 56         | Kaoma                               | Lambada                          |
| 57         | Tom Jones & The Art of Noise        | Kiss                             |
| 58         | Van Halen                           | Jump                             |
| 59         | Caro Emerald                        | A night like this                |
| 60         | Rednex                              | Cotton Eye Joe                   |
| 61         | Bob Sinclair & Gary Pine            | Love Generation                  |
| 62         | Roxette                             | The look                         |
| 63         | Scissor Sisters                     | I don’t feel like dancin’        |
| 64         | Bruno Mars                          | Marry You                        |
| 65         | Lionel Richie                       | Dancing on the ceiling           |
| 66         | Kylie Minogue                       | Can't get you out of my head     |
| 67         | Chaka Khan & Rufus                  | Ain’t nobody                     |
| 68         | BLØF                                | Alles is liefde                  |
| 69         | Pointer Sisters                     | I'm So Excited                   |
| 70         | Europe                              | The final countdown              |
| 71         | Chaka Khan                          | I'm every woman                  |
| 72         | Michael Sembello                    | Maniac                           |
| 73         | Tina Turner                         | The best                         |
| 74         | Vanilla Ice                         | Ice ice baby                     |
| 75         | The Wiz Stars                       | A brand new day                  |
| 76         | P!nk                                | Get the party started            |
| 77         | Los Lobos                           | La Bamba                         |
| 78         | Earth, Wind & Fire                  | Let’s groove                     |
| 79         | Dr. Alban                           | Sing hallelujah                  |
| 80         | Dire Straits                        | Twisting by the pool             |
| 81         | Armin van Buuren                    | This is what it feels like       |
| 82         | Ace of Base                         | All that she wants               |
| 83         | Billy Joel                          | Uptown Girl                      |
| 84         | Roel van Velzen                     | Baby get higher                  |
| 85         | Rihanna                             | Don’t stop the music             |
| 86         | Stevie Wonder                       | Happy Birthday                   |
| 87         | Robbie Williams                     | Rock DJ                          |
| 88         | Tom Jones & Mousse T.               | Sex bomb                         |
| 89         | Miami Sound Machine                 | Conga                            |
| 90         | Gers Pardoel                        | Ik neem je mee                   |
| 91         | Katy Perry                          | Birthday                         |
| 92         | George Michael                      | Outside                          |
| 93         | Mel & Kim                           | Showing out (get fresh)          |
| 94         | Guus Meeuwis                        | Proosten                         |
| 95         | Alexis Jordan                       | Happiness                        |
| 96         | The Four Tops                       | Loco in Acapulco                 |
| 97         | CeCe Peniston                       | Finally                          |
| 98         | Marco Borsato                       | Je hoeft niet naar huis vannacht |
| 99         | Lou Bega                            | Mambo No. 5 (A little bit of...) |
| 100        | DeBarge                             | Rhythm of the night              |